# Pretuttiak
A pretuttiak ősi itáliai törzs a mai Közép-Olaszországbán, Interamnia (vagy Interamna) környékén élhetett (a mai Teramo), és Abruzzo régió nevét adták. Az ősi beszámolók azonban alapvetően zavarosak, ha a pontosabb helyről és részletekről van szó.

## Történetük
Nincs tudomásunk a pretuttiak eredetéről, vagy arról, hogy miben különböztek a picentinusoktól. Fővárosuk Interamna volt, amelyet a megkülönböztetés kedvéért Interamna Praetutianának hívtak. Elfoglalták Picenum környékét, amelyet délen a Vomanus (a mai Vomano) folyó, északon pedig nyilvánvalóan az Albula Ifjabb Plinius által megnevezett patak határol; de az Albulát nem lehet pontosan azonosítani, Plinius szövege pedig lehet korrupt és zavaros is. Úgy tűnik, hogy az Albulát a Truentustól (a mai Tronto) északra helyezi; de bizonyos, hogy a pretuttiak nem terjedtek olyan messzire északra, mint az utóbbi folyó, és valószínű, hogy a ma Salinellónak nevezett patak volt az északi határuk. Az Encyclopædia Britannica Eleventh Edition szerkesztői a Tessinnust (egy másik azonosítatlan víznév) jelöli meg a törzs északi határaként.
Az Ager Praetutianust Titus Livius és Polübiosz, valamint Plinius közismert körzetként említi, sőt Klaudiosz Ptolemaiosz teljesen megkülönbözteti Picenumtól, amelyben azonban minden bizonnyal általában benne volt.[forrás?] Ám úgy tűnik, hogy a név továbbra is általánosan használatos, és a középkorban Prutium és Aprutium néven ferdült el, ahonnan általában úgy gondolják, hogy Abruzzo mai neve származik.
Ptolemaiosz Civitella del Tronto (Beregra) városát is hozzájuk rendeli.[forrás?] Az Encyclopædia Britannica XI. kiadásanak szerkesztői pedig Plinius szövegének értelmezése alapján Castrum Novum és Truentus városokat rendelik a törzshöz. Plinius a pretuttiakkal szoros kapcsolatban említi az Ager Palmensist; de úgy tűnik, hogy ez csak egy kis kerület volt, amelyet borai kiválóságáért ünnepeltek, mint a Praetutian régiót általában.[forrás?]

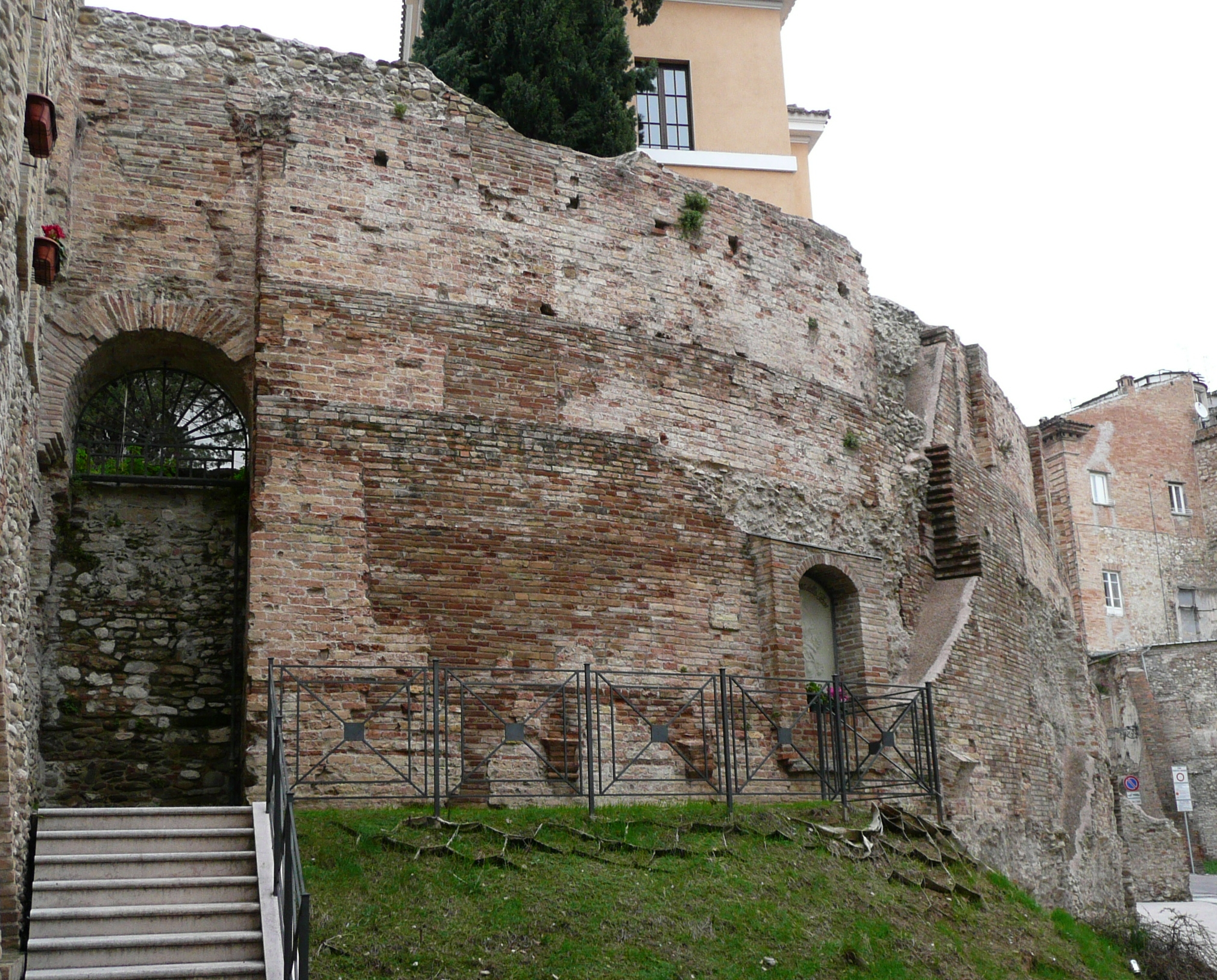
Római amfiteátrum, Teramo
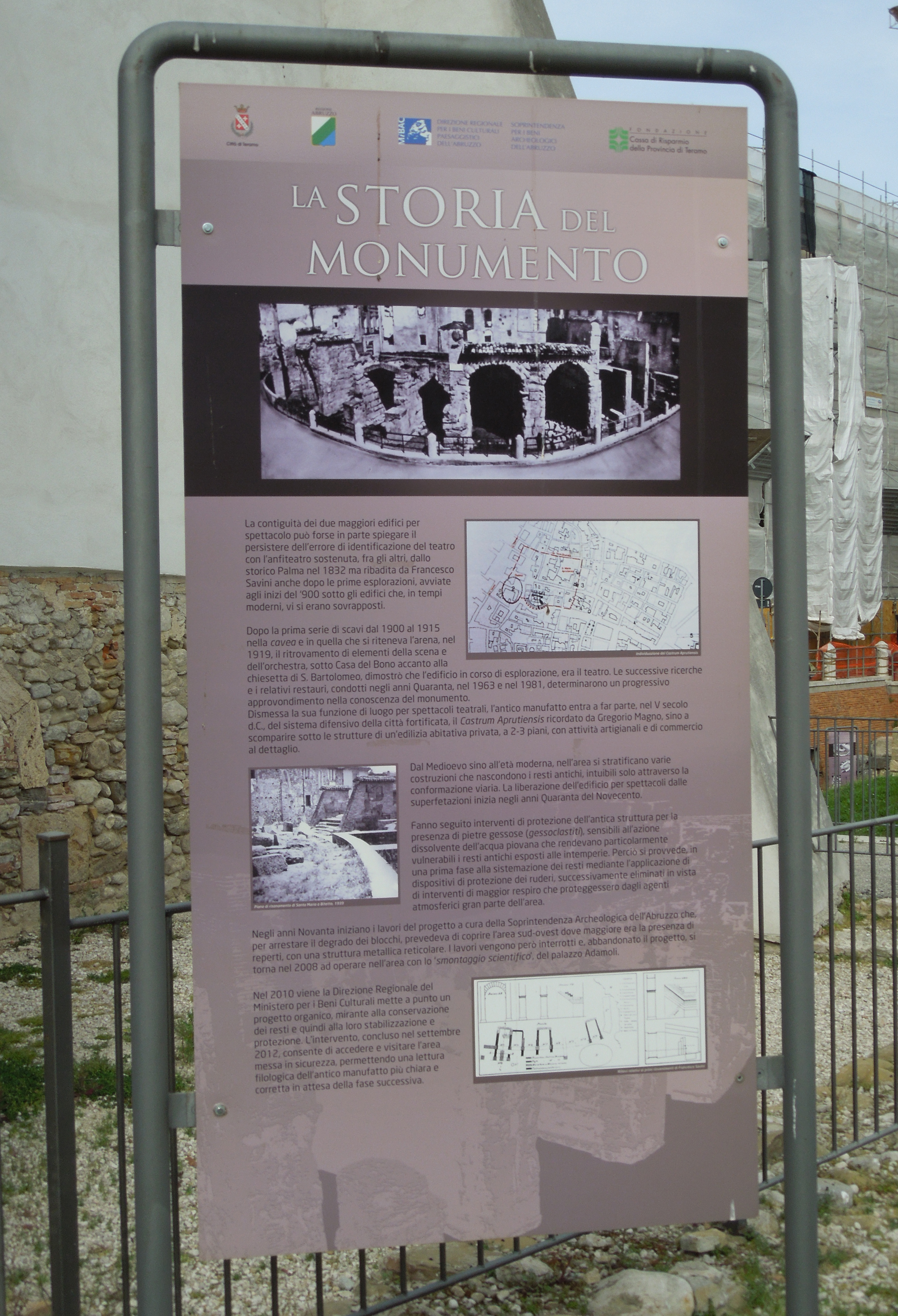
Információs tábla, római színház, Teramo
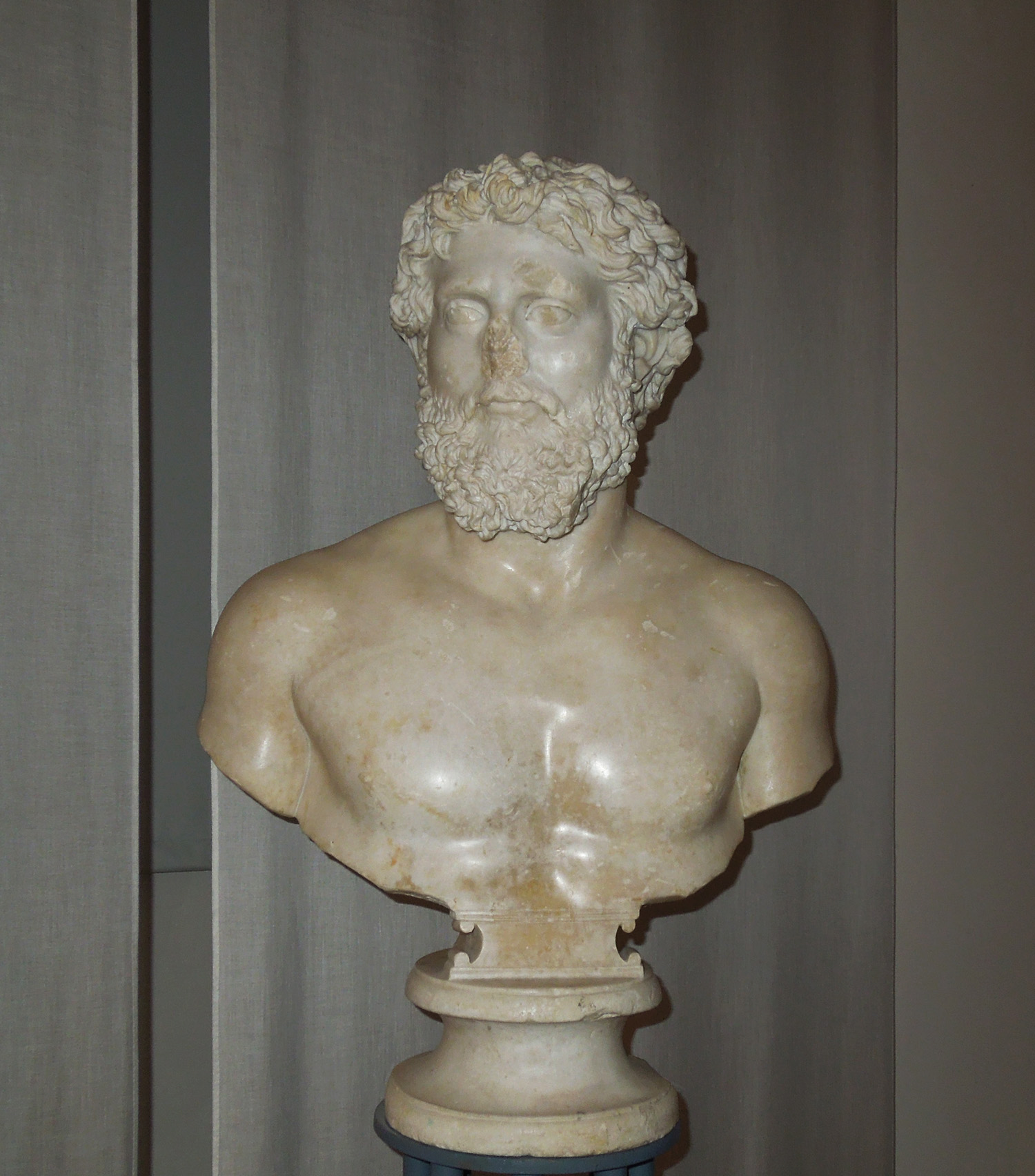
Septimius Severus római császár mellszobra a Museo archeologico Saviniben, Teramo
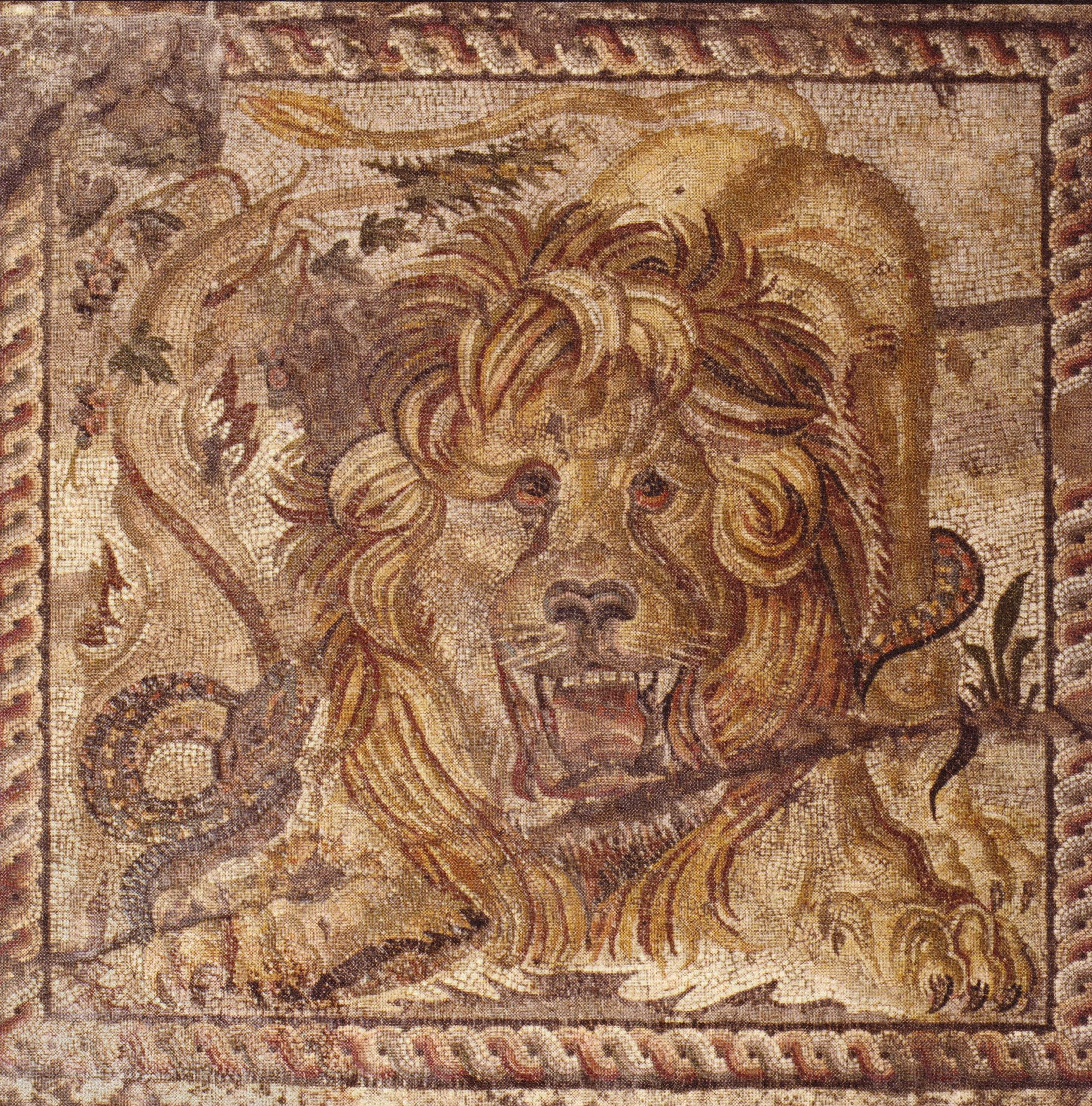
Oroszlán-mozaik a Palazzo Savini római kori házban, Teramo

## Fordítás
- Ez a szócikk részben vagy egészben  a   Praetutii című angol Wikipédia-szócikk ezen változatának fordításán alapul.  Az eredeti cikk szerkesztőit annak laptörténete sorolja fel. Ez a jelzés csupán a megfogalmazás eredetét és a szerzői jogokat jelzi, nem szolgál a cikkben szereplő információk forrásmegjelöléseként.